# Ошанд
Ошанд (рум. Oșand) — село у повіті Біхор в Румунії. Входить до складу комуни Хусасеу-де-Тінка.
Село розташоване на відстані 417 км на північний захід від Бухареста, 25 км на південь від Ораді, 124 км на захід від Клуж-Напоки, 132 км на північний схід від Тімішоари.

## Населення
За даними перепису населення 2002 року у селі проживали 503 особи.
Національний склад населення села:
| Національність | Кількість осіб | Відсоток |
| -------------- | -------------- | -------- |
| румуни         | 282            | 56,1%    |
| цигани         | 217            | 43,1%    |

Рідною мовою назвали:
| Мова      | Кількість осіб | Відсоток |
| --------- | -------------- | -------- |
| румунська | 282            | 56,1%    |
| циганська | 217            | 43,1%    |